# Nuevayol
«Nuevayol» (estilizado como «NUEVAYoL» y pronunciado «Nueva York») es una canción del cantante puertorriqueño Bad Bunny. Fue lanzada el 5 de enero de 2025 como el tema de apertura de su sexto álbum de estudio en solitario, «Debí Tirar Más Fotos», para posteriormente estrenarse el videoclip oficial el 4 de julio del mismo año.

## Antecedentes y promoción
El 3 de enero de 2025, cuando se reveló la lista de canciones de Debí Tirar Más Fotos , se reveló la canción «Nuevayol» y se incluyó como la primera canción que inicia el álbum.

## Lanzamiento
Un visualizador de audio fue lanzado junto con el resto de las otras canciones del álbum simultáneamente el 5 de enero de 2025. El visualizador cuenta la historia de la bandera puertorriqueña (1895–1952).

### Videoclip
El videoclip de NUEVAYoL, fue lanzado el 4 de julio de 2025, coincidiendo con el Día de la Independencia de Estados Unidos. Dirigido por Renell Medrano, el video fue filmado en el Bronx, un área conocida por su importante población puertorriqueña y latina.
A lo largo del videoclip se presentan escenas que representan aspectos de la vida cotidiana de la diáspora puertorriqueña en Nueva York, como celebraciones familiares, juegos de dominó y reuniones. En un gesto simbólico, se muestra la Estatua de la Libertad adornada con una bandera puertorriqueña, haciendo alusión a un acto de protesta realizado por el activista Tito Kayak en el año 2000.
Además, se incluye una parodia de un discurso atribuido a Donald Trump, en el que se retrata una retractación de sus posturas antimigratorias, destacando la importancia de los inmigrantes en la construcción del país. El video concluye con el mensaje «Juntos somos más fuertes», haciendo énfasis en la unión de la comunidad latina en los Estados Unidos.

## Letra
Musicalmente, Nuevayol es una canción de dembow cuyo ritmo presenta «similitudes con el estilo de Tití me preguntó» de acuerdo a la revista Billboard. Al inicio del tema, se incorpora un sample de Un Verano en Nueva York, interpretada por Andy Montañez y El Gran Combo de Puerto Rico. En cuanto a la letra, la canción aborda temas relacionados con la identidad puertorriqueña, haciendo referencia a tensiones entre la modernización y las tradiciones culturales de la isla.

## Posicionamiento en las listas
| Posicionamiento (2025)                     | Mejor posición |
| ------------------------------------------ | -------------- |
| Argentina (Argentina Hot 100)              | 9              |
| Bolivia (Billboard)                        | 3              |
| Chile (Billboard)                          | 5              |
| Colombia (Billboard)                       | 3              |
| Ecuador (Billboard)                        | 3              |
| Global 200 (Billboard)                     | 5              |
| Perú (Billboard)                           | 2              |
| España (PROMUSICAE)                        | 2              |
| Estados Unidos (Billboard Hot 100)         | 8              |
| Estados Unidos (Hot Latin Songs Billboard) | 1              |
| México (Billboard)                         | 9              |